# Назарьева, Анна Владимировна
А́нна Влади́мировна Наза́рьева (24 июня 1969, Москва) — советская и российская киноактриса.

## Биография
Впервые снялась в кино в возрасте четырёх лет. В 13 лет была приглашена вольнослушателем во ВГИК на курс Сергея Герасимова. Официально окончила ВГИК через 8 лет на курсе Алексея Баталова.
В 1987 году, в возрасте восемнадцати лет, вышла замуж за сорокашестилетнего кинорежиссёра Александра Полынникова (1941—2022), который впоследствии снял её практически во всех своих фильмах.
После 2000 года снимается в основном в сериалах.

## Фильмография
1. 1976 — Огненное детство — дочь комиссара
2. 1980 — Юность Петра — Санька Бровкина в детстве
3. 1981 — Дочь командира — Валя Беда
4. 1985 — Танцплощадка — Настя
5. 1985 — Поживём-увидим
6. 1986 — С неба на землю
7. 1986 — Повод — Настя и Катя, музыканты школьного ансамбля
8. 1987 — Приморский бульвар — Даша
9. 1988 — Криминальный талант — Оля, подруга Рукояткиной
10. 1989 — Возьми меня с собой — Светлана
11. 1990 — День любви — Кристина
12. 1991 — Игра на миллионы — Люся, кассирша
13. 1991 — Обнажённая в шляпе — Наташа, журналистка
14. 1992 — Идеальная пара — Маша
15. 1992 — Как живёте, караси? — Маша, внучка полковника
16. 1993 — Кумпарсита — Аня Лисичкина
17. 1994 — Мужчина лёгкого поведения — Алиса
18. 1997 — Грешная любовь — Татьяна
19. 1999 — Поворот ключа — Света
20. 2002 — Трое против всех (телесериал) — Тамара, подруга Ирины
21. 2002 — Черёмушки
22. 2003 — Трое против всех 2 (телесериал) — Тамара, подруга Ирины
23. 2003—2008 — Возвращение Мухтара — Людмила Щепкина
24. 2003 — Евлампия Романова — Лена Литвинова
25. 2003 — Дружная семейка
26. 2007 — Женские истории
27. 2007 — Мачеха (сериал) — Софья Леонидовна Синичкина
28. 2008 — Взрослые игры — Софья Леонидовна Синичкина
29. 2011 — Институт благородных девиц — мать младшей воспитанницы
30. 2011 — Выйти замуж за генерала — Нина Фёдоровна, начальница почты
31. 2016 — Крёстная — Марго

### Киножурнал «Ералаш»
1. 1977 — Выпуск № 14 (сюжет «Детективная история»)[2] — девочка, накрасившаяся косметикой и напугавшая воров
2. 1982 — Выпуск № 33 (сюжет «Дай списать»)[3] — ученица
3. 2006 — Выпуск № 198 (сюжет «Упал, отжался!»)[4] — мама мальчика

## Призы и награды
- 1994 — Приз имени Веры Холодной за фильм «Кумпарсита».